# 弗兰基·维加亚·普特拉
弗兰基·维加亚·普特拉（1997年4月24日—），前印尼男子羽毛球運動員，現代表澳洲參加國際賽。

## 簡歷
2017年2月，弗兰基·维加亚·普特拉與萨巴尔·卡里亚曼·古塔马出戰伊朗羽毛球國際挑戰賽，在男双準決賽以2比3（9-11、11-6、8-11、11-7、8-11）不敌赛会2号种子、印度强档的阿琼·马塔蒂尔·拉马钱德兰/拉馬錢德蘭·斯洛。同年5月，他与萨巴尔·卡里亚曼·古塔马出战印尼羽毛球國際系列賽，在男双準决赛以0比2（15-21、15-21）不敌赛会6号种子、队友的凯纳斯·阿迪·哈迪安托/穆罕默德·利萨·巴列维·伊斯法哈尼。同年9月，他与萨巴尔·卡里亚曼·古塔马出战新加坡羽毛球國際系列賽，在男双準决赛以0比2（15-21、12-21）不敌赛会6号种子、队友的阿克巴·宾唐·察尤诺/乔瓦尼·迪基·奥克塔万。同年10月，他与萨巴尔·卡里亚曼·古塔马出战印尼羽毛球國際挑戰賽，在男双决赛以2比0（21-18、21-18）击败了赛会2号种子、队友的凯纳斯·阿迪·哈迪安托/穆罕默德·利萨·巴列维·伊斯法哈尼，这也是他首个國際挑戰賽男双冠军。同期11月，他与萨巴尔·卡里亚曼·古塔马出战馬來西亞羽毛球國際挑戰賽，在男双準决赛以1比2（18-21、21-15、14-21）不敌马来西亚强档的谢俊康/陈蔚元。
2018年4月，弗兰基·维加亚·普特拉與萨巴尔·卡里亚曼·古塔马出戰芬蘭羽毛球公開賽，在男双準决赛以0比2（19-21、17-21）不敌队友的阿克巴·宾唐·察尤诺/穆罕默德·利萨·巴列维·伊斯法哈尼。同年9月，他与利安·阿刚·萨普特拉出战印尼邦加勿里洞羽毛球大師賽，在男双準决赛以0比2（18-21、13-21）不敌世锦赛冠军的高成炫/申白喆。同年10月，他与萨巴尔·卡里亚曼·古塔马出战印尼羽毛球國際挑戰賽，在男双决赛以2比0（21-16、21-15）击败了队友的穆罕默德·肖希布·菲克里/巴加斯·毛拉纳，赢得國際挑戰賽男双冠军。

## 主要比賽成績
只列出曾進入準決賽的國際賽事成績：
| 年份   | 賽事                       | 公開賽級別 | 項目     | 拍檔                   | 成績   |
| ------ | -------------------------- | ---------- | -------- | ---------------------- | ------ |
| 2017年 | 伊朗羽毛球國際挑戰賽       | 國際挑戰賽 | 男子雙打 | 萨巴尔·卡里亚曼·古塔马 | 準決賽 |
| 2017年 | 印尼羽毛球國際系列賽       | 國際系列賽 | 男子雙打 | 萨巴尔·卡里亚曼·古塔马 | 準決賽 |
| 2017年 | 新加坡羽毛球國際系列賽     | 國際系列賽 | 男子雙打 | 萨巴尔·卡里亚曼·古塔马 | 準決賽 |
| 2017年 | 印尼羽毛球國際挑戰賽       | 國際挑戰賽 | 男子雙打 | 萨巴尔·卡里亚曼·古塔马 | 冠軍   |
| 2017年 | 馬來西亞羽毛球國際挑戰賽   | 國際挑戰賽 | 男子雙打 | 萨巴尔·卡里亚曼·古塔马 | 準決賽 |
| 2018年 | 芬蘭羽毛球公開賽           | 國際挑戰賽 | 男子雙打 | 萨巴尔·卡里亚曼·古塔马 | 準決賽 |
| 2018年 | 印尼邦加勿里洞羽毛球大師賽 | 超級100賽  | 男子雙打 | 利安·阿刚·萨普特拉     | 準決賽 |
| 2018年 | 印尼羽毛球國際挑戰賽       | 國際挑戰賽 | 男子雙打 | 萨巴尔·卡里亚曼·古塔马 | 冠軍   |
| 2019年 | 亞洲羽毛球混合團體錦標賽   | 其他       | 混合團體 | －                     | 季軍   |
| 2023年 | 本迪戈羽毛球國際賽         | 國際挑戰賽 | 男子雙打 | Rizky Hidayat          | 準決賽 |

| 2007-2017年 | 首要超級賽 | 超級賽 | 黃金大獎賽 | 大獎賽 | 國際挑戰賽 | 國際系列賽 | 未來系列賽 | 其他 |

| 2018-2026年 | 總決賽 | 超級1000賽 | 超級750賽 | 超級500賽 | 超級300賽 | 超級100賽 | 國際挑戰賽 | 國際系列賽 | 未來系列賽 | 其他 |